# 曹克明
曹克明（1934年11月—2014年9月2日），河南南阳人，中华人民共和国政治人物。

## 生平
早年供职于南京307厂，1985年，任307厂厂长。1989年，任中共江苏省委常委。1991年，升任中共江苏省委副书记、省纪委书记。1996年，因查处高达32亿人民币的无锡新兴实业公司非法集资案，中纪委记一等功。1998年，改任江苏省政协主席。2002年，组织负责沈阳马向东腐败案跨省异地审判。
2014年9月2日在南京病逝，享年81岁，民间他被誉为“曹青天”、“当代包公”。